# Liaqauatpur
Liaqauatpur (en ourdou : لِياقت پُور) est une ville pakistanaise située dans le district de Rahim Yar Khan, dans la province du Pendjab. Elle est la capitale du tehsil du même nom.
La ville est située au sud-ouest de la ville de Rahim Yar Khan, capitale de son district. Elle est également située sur la ligne de chemin de fer Rohri-Khanpur.
La population de la ville a été multipliée par près de six entre 1972 et 2017 selon les recensements officiels, passant de 8 699 habitants à 51 989. Entre 1998 et 2017, la croissance annuelle moyenne s'affiche à 2,4 %, semblable à la moyenne nationale. Selon le recensement de 2023, la population de la ville monte à 66 933 habitants.
|            | 1972 (rec.) | 1981 (rec.) | 1998 (rec.) | 2017 (rec.) | 2023 (rec.) |
| ---------- | ----------- | ----------- | ----------- | ----------- | ----------- |
| Population | 8 699       | 15 271      | 32 858      | 51 989      | 66 933      |